# La Pellerine (Mayenne)
Pour les articles homonymes, voir La Pellerine.
La Pellerine est une commune française, située dans le département de la Mayenne en région Pays de la Loire, peuplée de 296 habitants.
La commune fait partie de la province historique du Maine, et se situe dans le Bas-Maine.

## Géographie

### Climat
Pour des articles plus généraux, voir Climat des Pays de la Loire et Climat de la Mayenne.
En 2010, le climat de la commune est de type climat océanique franc, selon une étude du CNRS s'appuyant sur une série de données couvrant la période 1971-2000. En 2020, Météo-France publie une typologie des climats de la France métropolitaine dans laquelle la commune est exposée à un climat océanique et est dans la région climatique  Bretagne orientale et méridionale, Pays nantais, Vendée, caractérisée par une faible pluviométrie en été et une bonne insolation. 
Pour la période 1971-2000, la température annuelle moyenne est de 10,7 °C, avec une amplitude thermique annuelle de 13,6 °C. Le cumul annuel moyen de précipitations est de 967 mm, avec 14,2 jours de précipitations en janvier et 8,6 jours en juillet. Pour la période 1991-2020, la température moyenne annuelle observée sur la station météorologique de Météo-France la plus proche, « Fougeres », sur la commune de Fougères à 12 km à vol d'oiseau, est de 11,9 °C et le cumul annuel moyen de précipitations est de 939,1 mm,. Pour l'avenir, les paramètres climatiques de la commune estimés pour 2050 selon différents scénarios d'émission de gaz à effet de serre sont consultables sur un site dédié publié par Météo-France en novembre 2022.

## Urbanisme

### Typologie
Au 1er janvier 2024, La Pellerine est catégorisée commune rurale à habitat dispersé, selon la nouvelle grille communale de densité à sept niveaux définie par l'Insee en 2022.
Elle est située hors unité urbaine. Par ailleurs la commune fait partie de l'aire d'attraction de Fougères, dont elle est une commune de la couronne,. Cette aire, qui regroupe 26 communes, est catégorisée dans les aires de 50 000 à moins de 200 000 habitants,.

### Occupation des sols
L'occupation des sols de la commune, telle qu'elle ressort de la base de données européenne d’occupation biophysique des sols Corine Land Cover (CLC), est marquée par l'importance des territoires agricoles (96,8 % en 2018), une proportion sensiblement équivalente à celle de 1990 (97,1 %). La répartition détaillée en 2018 est la suivante : 
prairies (46,7 %), terres arables (42,6 %), zones agricoles hétérogènes (7,5 %), zones urbanisées (3,2 %). L'évolution de l’occupation des sols de la commune et de ses infrastructures peut être observée sur les différentes représentations cartographiques du territoire : la carte de Cassini (XVIIIe siècle), la carte d'état-major (1820-1866) et les cartes ou photos aériennes de l'IGN pour la période actuelle (1950 à aujourd'hui).

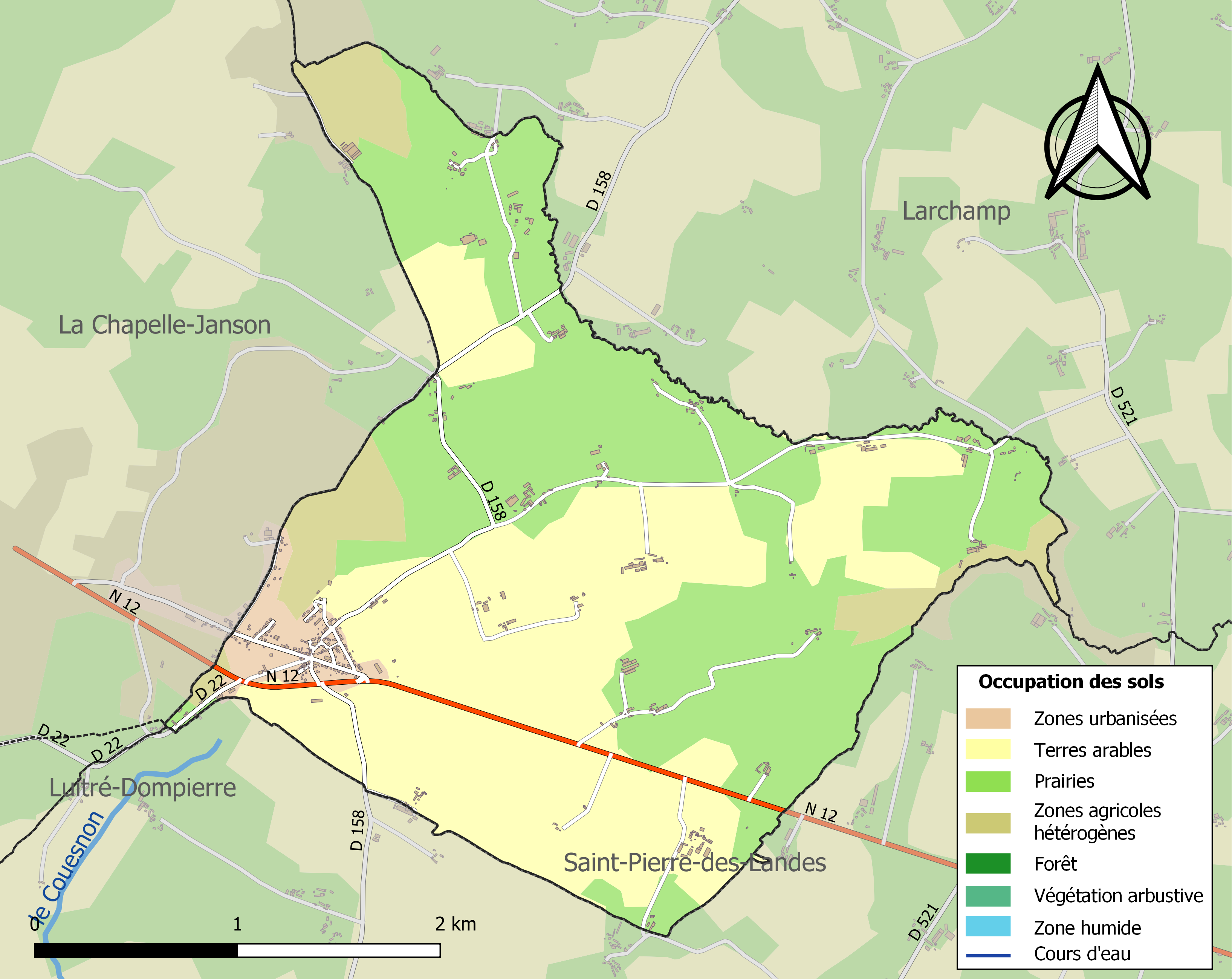
Carte des infrastructures et de l'occupation des sols de la commune en 2018 (CLC).

## Toponymie
Le nom de "La Pellerine" est lié au chemin gravelais ("chemin empierré"), nom donné à un tronçon du chemin de Cocaigne, ancienne voie gallo-romaine  qui reliait « le Cotentin à la Gascogne » et devenue un itinéraire des Chemins de Saint-Jacques-de-Compostelle ; un demi-kilomètre au sud du bourg de cette commune se trouve le lieu-dit La Gascoignerie, qui rappelle la direction méridionale vers laquelle allait ce chemin.

## Histoire
La commune a été le théâtre de deux combats au cours de la Chouannerie en février et en avril 1796.

## Population et société

### Démographie
L'évolution du nombre d'habitants est connue à travers les recensements de la population effectués dans la commune depuis 1793. Pour les communes de moins de 10 000 habitants, une enquête de recensement portant sur toute la population est réalisée tous les cinq ans, les populations de référence des années intermédiaires étant quant à elles estimées par interpolation ou extrapolation. Pour la commune, le premier recensement exhaustif entrant dans le cadre du nouveau dispositif a été réalisé en 2004.

En 2022, la commune comptait 296 habitants, en évolution de −16,62 % par rapport à 2016 (Mayenne : −0,73 %, France hors Mayotte : +2,11 %).
| 1793 | 1800 | 1806 | 1821 | 1831 | 1836 | 1841 | 1846 | 1851 |
| ---- | ---- | ---- | ---- | ---- | ---- | ---- | ---- | ---- |
| 438  | 309  | 305  | 371  | 381  | 347  | 392  | 374  | 389  |

| 1856 | 1861 | 1866 | 1872 | 1876 | 1881 | 1886 | 1891 | 1896 |
| ---- | ---- | ---- | ---- | ---- | ---- | ---- | ---- | ---- |
| 416  | 412  | 419  | 389  | 390  | 420  | 421  | 405  | 376  |

| 1901 | 1906 | 1911 | 1921 | 1926 | 1931 | 1936 | 1946 | 1954 |
| ---- | ---- | ---- | ---- | ---- | ---- | ---- | ---- | ---- |
| 360  | 353  | 327  | 309  | 321  | 302  | 282  | 298  | 300  |

| 1962 | 1968 | 1975 | 1982 | 1990 | 1999 | 2004 | 2006 | 2009 |
| ---- | ---- | ---- | ---- | ---- | ---- | ---- | ---- | ---- |
| 303  | 288  | 296  | 327  | 321  | 291  | 308  | 314  | 301  |

| 2014 | 2019 | 2022 | - | - | - | - | - | - |
| ---- | ---- | ---- | - | - | - | - | - | - |
| 345  | 305  | 296  | - | - | - | - | - | - |

## Culture locale et patrimoine

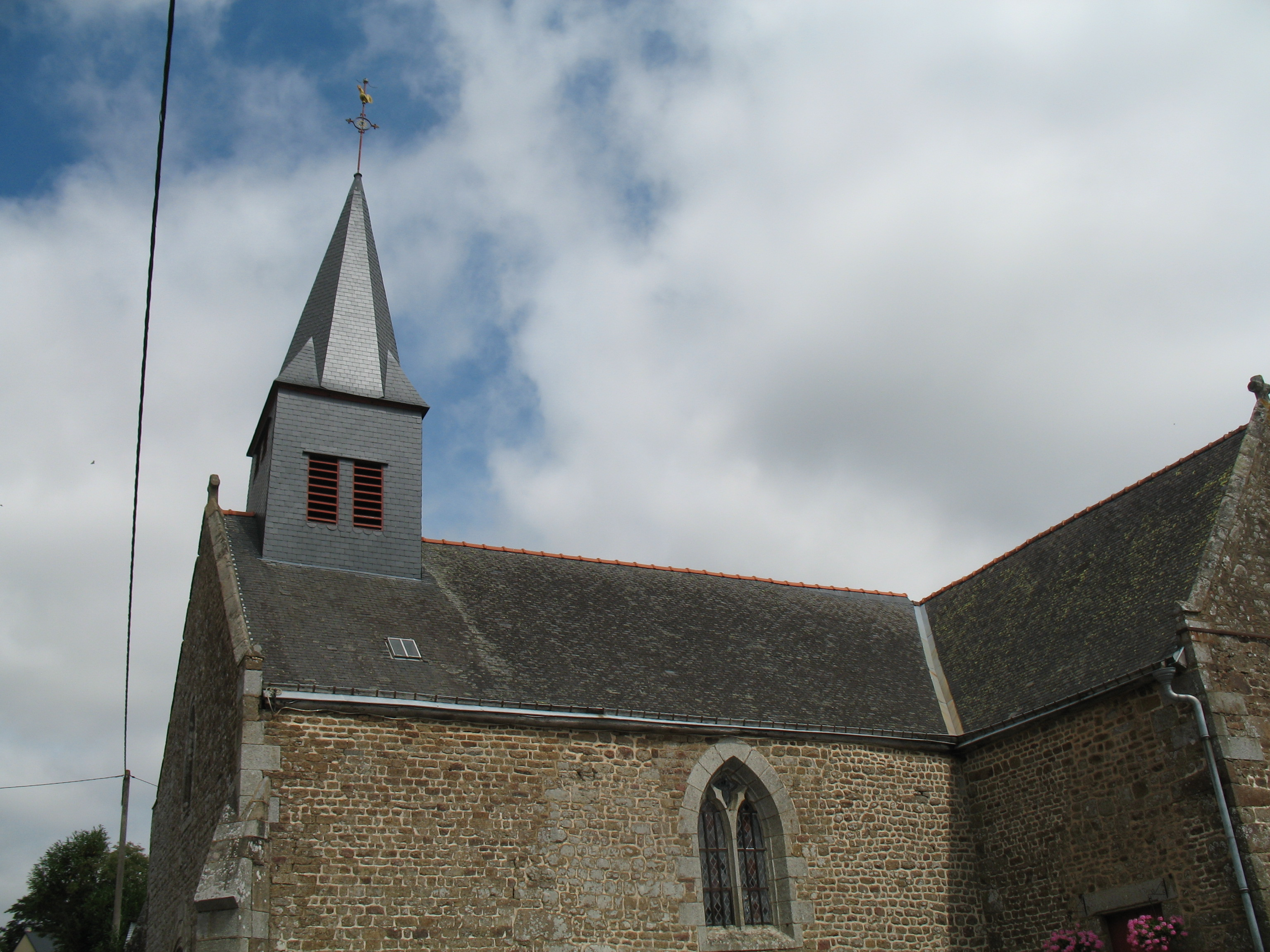
L'Église Saint-Quentin.

### Lieux et monuments
- Église Saint-Quentin.

### Personnalités liées à la commune
- Louis Marie de Lescure (1766 - 1793 à La Pellerine), général de l'Armée catholique et royale de Vendée. Après un long et douloureux calvaire, ce chef vendéen, surnommé le « saint du Poitou », blessé à la tête lors de la Virée de Galerne, décède le 4 novembre 1793 au lieu-dit les Besnardières, non loin de Pellerine, sur la route d'Ernée.

### La Pellerine dans la littérature
- La colline de la Pellerine, sise sur la commune, est le cadre d'un des chapitres du roman "Les Chouans" d'Honoré de Balzac.

### Héraldique
| Blason de La Pellerine (Mayenne) | Blason  | D’azur, à un casque d’or, mantelé d’argent, à deux corneilles de sable, becquées et membrées d’or. |
| Blason de La Pellerine (Mayenne) | Détails | L’argent et les deux corneilles sont la reprise d’une partie du blason de Cornilleau seigneur de La Pellerine de 1570 à 1668. La reprise intégrale des armes de famille étant interdite pour la commune, il suffit d’en emprunter un ou plusieurs éléments. Le mantelé indique que le village est sur un petit mont. Sa couleur azur signifie que ce mont est le point de départ de plusieurs sources. Le casque est le symbole iconographique de Quentin le saint patron de La Pellerine. Les ornements sont deux deux gerbes de blé d’or, mises en sautoir par la pointe et liées de sable afin d’honorer l’activité agricole. Le listel d'argent porte le nom de la commune en lettres majuscules de sable. La couronne de tours dit que l’écu est celui d’une commune ; elle n’a rien à voir avec des fortifications. Le statut officiel du blason reste à déterminer. |